# 成沢翠映
成沢 翠映（なりさわ すいえい、本名：喜三郎、1915年（大正4年） - 1998年（平成10年））は、日本の画家。

## 略歴
- 1916年（大正5年） - 山形県東田川郡渡前村（後の藤島町、現・鶴岡市）に生まれる
- 1933年（昭和8年） - 山形県立鶴岡中学校（現・山形県立鶴岡南高等学校）卒業
  - 同期生には、大久保公治・三井惣一・山本甚作がいた。
  - 在学中は、地主悌助に学ぶ。
- 1935年（昭和10年） - 東京美術学校（現・東京芸術大学）入学
- 1939年（昭和14年） - 同校卒業、海軍事務官 任官
- 1953年（昭和28年） - 日月社会員
- 1955年（昭和30年） - 新井勝利に師事
- 1958年（昭和33年） - 日本美術院院友
- 1998年（平成10年） - 永眠す 享年82

## 作品
- 『庄内おばこ』 鶴岡市立渡前小学校蔵
- 『早春の鳥海』 鶴岡市立藤島中学校蔵
- 『おばこ』 延命寺蔵
- 『いこい』 鶴岡市社会福祉協議会藤島福祉センター蔵
- 『農婦（一）』・『農婦（二）』鶴岡市藤島庁舎蔵
- 『牛』 致道博物館蔵

## 参考資料
- 『旧制鶴岡中学校の画家「大久保公治・成沢翠映・三井惣一・山本甚作」遺作展』致道博物館 パンフレット